# Lettere di Gesù e di re Abgar di Edessa

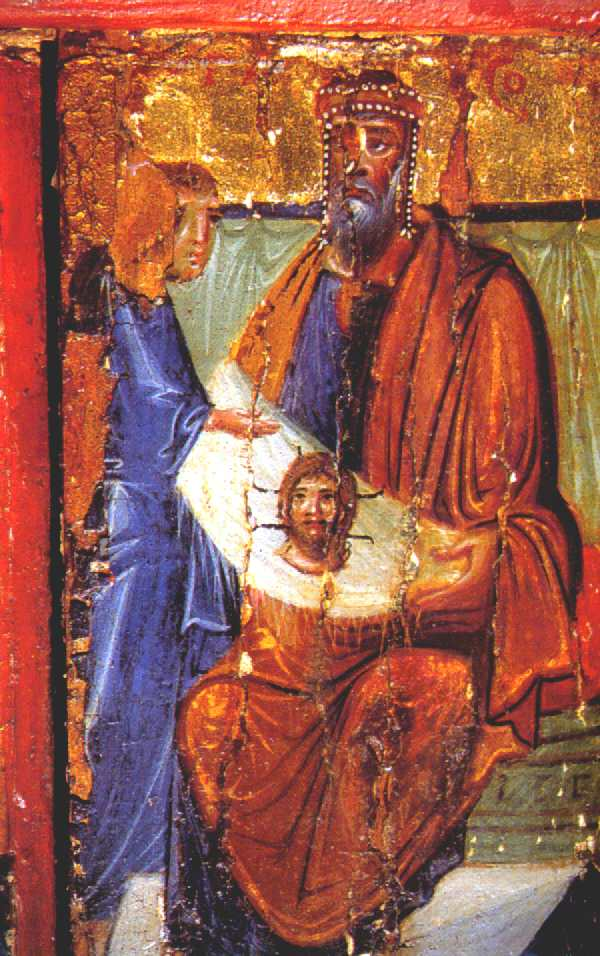
Affresco ritraente re Abgar V con il mandylion, sul quale Gesù ha miracolosamente impresso l'immagine del proprio volto.

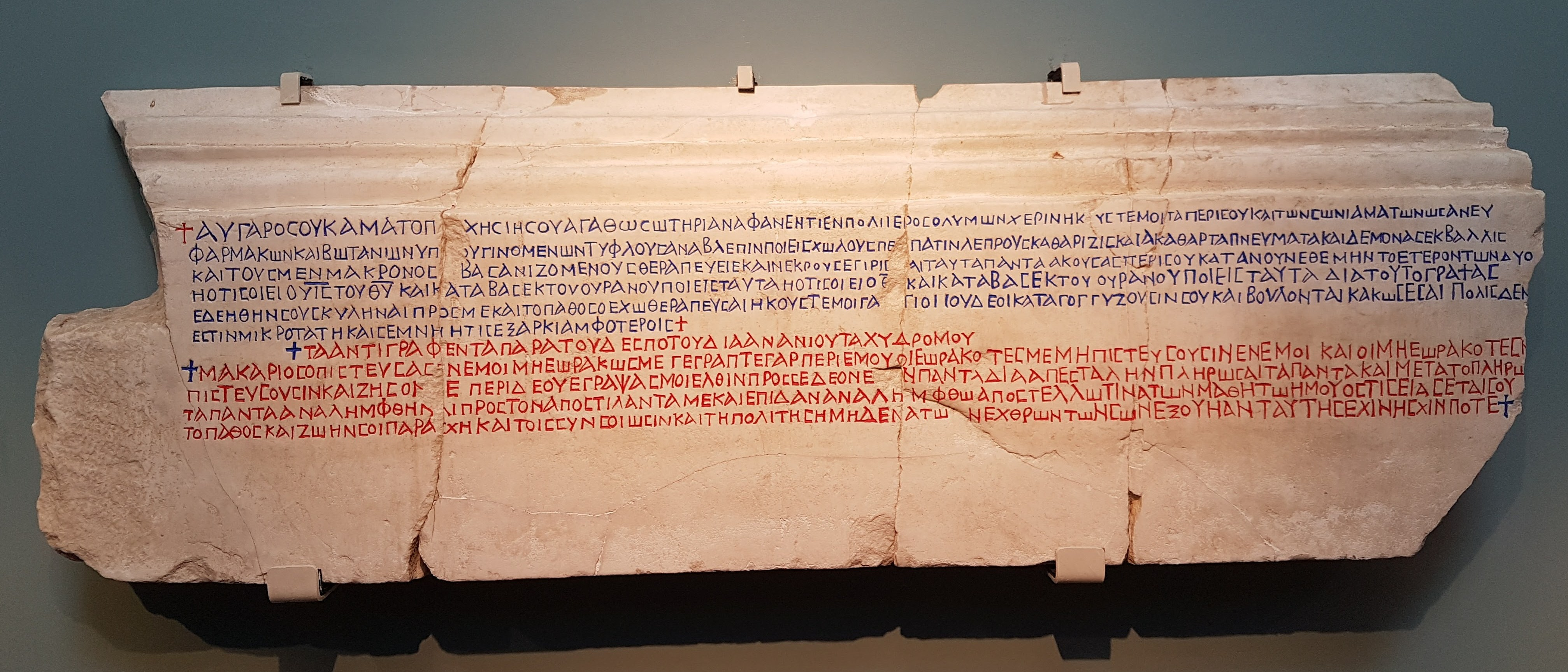
Riproduzione, da parte dell'Ashmolean Museum di Oxford, delle lettere tra Abgar e Gesù.

La Lettera di Abgar a Gesù e la successiva risposta Lettera di Gesù ad Abgar sono due brevi apocrifi del Nuovo Testamento scritti originariamente in siriaco nel II secolo e pervenutici anche in greco nell'opera Storia ecclesiastica di Eusebio di Cesarea (rispettivamente 1,13,6-8 e 1,13,9).

## Storia
L'attribuzione pseudoepigrafa delle lettere riguarda Gesù ed il re Abgar V della città di Edessa, in Siria. 
Nella prima lettera, il re Abgar chiede aiuto a Gesù, riconoscendolo come salvatore e Dio, per un male incurabile che lo colpisce (la tradizione successiva lo ha identificato con la lebbra).

 
Nella seconda epistola, Gesù declina l'invito rispondendo che prima deve occuparsi di coloro per i quali è stato inviato (gli Ebrei) e dopo degli altri, ma promettendo di inviare dopo la sua ascensione un discepolo per guarirlo. Il discepolo era Anania (Anan), archivista del re Abgar stesso. Gesù disse: 
 L'immagine cui faceva riferimento era il mandylion. La città di Edessa, ben più tardi, sarà salvata da un assalto islamico grazie alla ostensione, sulle mura sotto assedio, del sacro telo raffigurante il volto di Gesù, che per l'islam è un profeta.
Al 2017, le uniche due edizioni arabe pubblicate erano basate su un manoscritto del XVII secolo conservato in Vaticano e su una copia non datata della biblioteca del Columbia College. È nota inoltre l'esistenza di una copia datata alla prima metà del XII secolo e conservata sul monte Sinai, oltre ad un manoscritto bilingue arabo-copto catalogato presso il Monastero dei Siriani a Wadi El-Natrun, in Egitto.